# Monts Klamath
Les monts Klamath (Klamath Mountains, en anglais) sont une chaîne de montagnes située dans le Nord-Ouest de la Californie et dans le Sud-Ouest de l'Oregon, dont le plus haut sommet est le mont Eddy (2 754 m) dans le comté de Trinity, en Californie. La chaîne présente une géologie variée et un climat caractérisé par des hivers froids accompagnés de nombreuses chutes de neige, et des étés chauds aux précipitations limitées. Les monts Siskiyou sont le massif le plus septentrional de la chaîne.

## Géographie
Les monts Klamath sont constitués d'une série de chaînes de montagnes ayant une géologie variée, avec d'importantes zones de serpentinite et de marbre, et un climat caractérisé par des hivers modérément froids avec des chutes de neige abondantes et des étés très secs avec des précipitations limitées, en particulier dans le Sud,. La géologie et les types de sol ont permis la croissance de plusieurs espèces d'arbres endémiques qui forment l'une des plus grandes populations de conifères dans le monde. Les millions d'hectares de ses montagnes sont gérés par le Service des forêts des États-Unis ,.

### Topographie
Les monts Klamath incluent les monts Siskiyou, les monts Marble, les monts Scott (en), les monts Trinity, les Alpes Trinity (en), les monts Salmon (en),. Ils sont une section de la province physiographique (en) de la frontière du Pacifique (en), qui fait elle-même partie de la division physiographique des chaînes côtières du Pacifique.

#### Principaux sommets
Liste de sommets de plus de 2 000 mètres (non exhaustive) :
| Nom                | Massif         | Altitude (mètres) | Comté                            | Coordonnées                   | Image |
| ------------------ | -------------- | ----------------- | -------------------------------- | ----------------------------- | ----- |
| Mont Eddy (en)     | Monts Trinity  | 2 754             | Comtés de Siskiyou et de Trinity | 41° 19′ 11″ N, 122° 28′ 45″ O |       |
| Pic Thompson (en)  | Monts Salmon   | 2 744             | Comté de Trinity                 | 41° 00′ 02″ N, 123° 02′ 53″ O |       |
| Mont Hilton        | Monts Salmon   | 2 723             | Comté de Trinity                 | 41° 00′ 02″ N, 123° 02′ 54″ O |       |
| Pic Caesar         | Monts Salmon   | 2 719             | Comtés de Trinity et de Siskiyou | 41° 00′ 15″ N, 123° 02′ 13″ O |       |
| Sawtooth Mountain  | Monts Salmon   | 2 710             | Comté de Trinity                 | 40° 58′ 23″ N, 123° 00′ 11″ O |       |
| Caribou Mountain   | Monts Salmon   | 2 609             | Comtés de Trinity et de Siskiyou | 41° 01′ 46″ N, 122° 57′ 35″ O |       |
| China Mountain     | Monts Scott    | 2 606             | Comtés de Trinity et de Siskiyou | 41° 22′ 40″ N, 122° 34′ 34″ O |       |
| Pic Gibson         | Monts Salmon   | 2 560             | Comté de Trinity                 | 40° 56′ 36″ N, 122° 52′ 23″ O |       |
| Pic Boulder        | Monts Marble   | 2 530             | Comté de Siskiyou                | 41° 34′ 45″ N, 123° 05′ 31″ O |       |
| Pic Russian (en)   | Monts Salmon   | 2 499             | Comté de Siskiyou                | 41° 16′ 57″ N, 122° 57′ 07″ O |       |
| Pic Granite (en)   | Alpes Trinity  | 2 467             | Comté de Trinity                 | 40° 54′ 36″ N, 122° 52′ 19″ O |       |
| Mont Ashland       | Monts Siskiyou | 2 296             | Comté de Jackson                 | 42° 04′ 50″ N, 122° 43′ 02″ O |       |
| Pic Preston        | Monts Siskiyou | 2 229             | Comté de Siskiyou                | 41° 50′ 06″ N, 123° 36′ 43″ O |       |
| Mont Salmon (en)   | Monts Salmon   | 2 122             | Comtés de Humboldt et de Trinity | 41° 10′ 59″ N, 123° 24′ 40″ O |       |
| Mont Kangaroo (en) | Monts Siskiyou | 2 041             | Comté de Siskiyou                | 41° 55′ 13″ N, 123° 11′ 56″ O |       |

### Hydrologie
Les principaux lacs et cours d'eau des monts Klamath sont le Klamath, la rivière Trinity, le Smith, le Rogue, rivière Scott (en), la partie supérieure du Sacramento et le lac Castle (en).

### Géologie

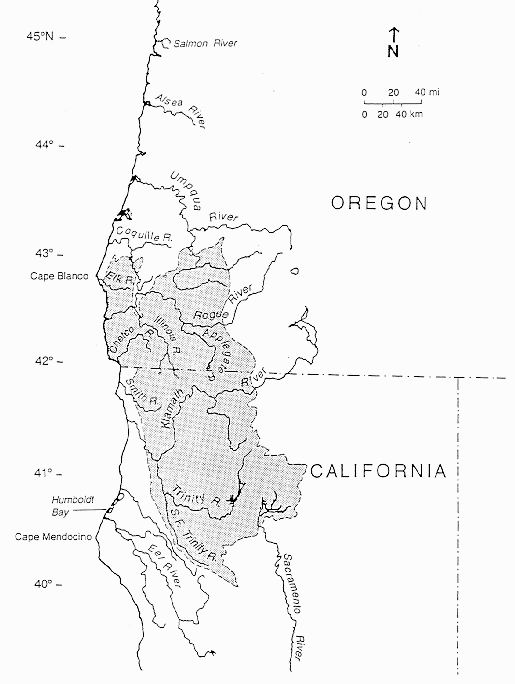
Carte de la province géologique des monts Klamath.

Les roches des monts Klamath trouvent leur origine dans un arc insulaire et des fragments continentaux de l'océan Pacifique. Les masses insulaires consistaient en des fragments de rift des continents préexistants et de masses d'îles volcaniques créées sur des zones de subduction. Ces masses d'îles contiennent des roches remontant à 500 millions d'années, soit au début du l'ère Paléozoïque. Une succession de huit terranes s'est déplacée vers l'est sur l'ancienne plaque Farallon et est entrée en collision avec la plaque nord-américaine il y a environ 130 à 260 millions d'années,. Chaque accrétion laisse des roches du même âge. Lors de l'accrétion, la subduction de la plaque a métamorphisé les roches supérieures et a produit du magma qui s'est introduit sous forme de plutons. La serpentinite, produite par le métamorphisme des roches océaniques en basalte et des roches intrusives de composition gabbroïque à granodioritique sont communes à l'intérieur des terranes des Klamath,,.
Les coulées de lave ultérieures des volcans en activité de la chaîne des Cascades et l'érosion de la chaîne côtière de l'Oregon au nord ont partiellement couvert ces roches de basalte et de sédiments.

### Écologie

#### Flore
La chaîne possède une riche biodiversité de plantes, des forêts pluviales tempérées, des forêts intérieures humides, des savanes, des forêts de haute altitude et des prairies alpines formant l'écorégion des monts Klamat (en). L'un des principaux groupes végétaux des monts Klamath est la forêt de basse montagne de chêne noir et de conifère de la Californie (en).
L'écorégion comprend plusieurs espèces endémiques ou quasi endémiques telles que le cyprès de Lawson, le pin de Balfour et l'épicéa de Brewer. Le Kalmiopsis leachiana, également endémique des Klamaths, est limitée au monts Siskiyou,.
Les conifères
Il y a plusieurs espèces de conifères dans ces montagnes. Trente espèces de conifères (ou plus, selon l'endroit où l'on délimite la région) peuplent la région faisant des monts Klamath la plus riche région de forêts de conifères au monde en termes de concentration de la diversité des espèces. La région possède également plusieurs espèces édaphiques adaptées aux différents types de sols, notamment les affleurements de serpentine,.

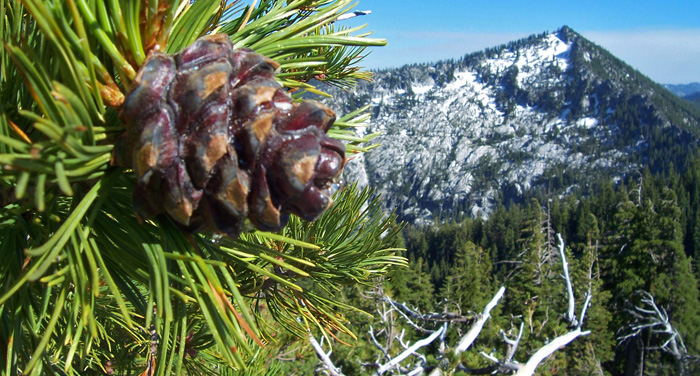
Le Pin à écorce blanche et le pic Russian

En 1969, John O. Sawyer et Dale Thornburgh ont découvert 17 espèces de conifères dans 2,6 km2 dans la réserve intégrale Russian. Ils ont nommé cette région Miracle Mile,,. En 2013 Richard Moore identifia une 18e espèce, le genévrier occidental, dans le canyon Sugar Creek. Les conifères des Klamath comprennent entre autres le sapin de Douglas, cyprès de Lawson, le pin ponderosa, le pin à sucre, la pruche subalpine, le Sapin du Colorado, le sapin rouge, l'épicéa de Brewer, le Séquoia à feuilles d'if, le cèdre de l'Ouest, l'if de l'Ouest, le cèdre à encens et pin de Jeffrey,,,,. En Californie, le peuplement plus septentrional de pin gris de Californie se trouve le long de la fourche Sud de la Rivière Salmon.
Les feuillus
Les monts Klamath abritent aussi le chêne noir, le chêne des canyons, le arbousier d'Amérique, l'érable à grandes feuilles et le pavier de Californie,,.

#### Faune

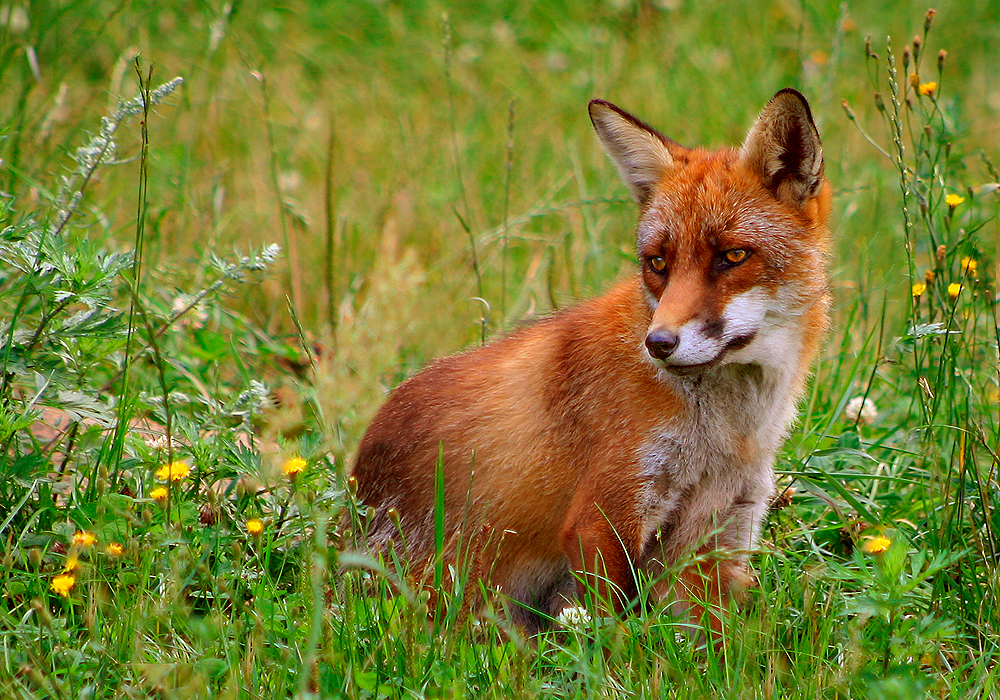
Red fox (Vulpes vulpes)

Les grands espaces naturels boisés des régions sauvages ayant un faible taux d'occupation humaine, en font un excellent habitat pour plusieurs espèces de mammifères dont le lions de montagne, l'ours noir, le lynx roux, le lynx, le Raton laveur, plusieurs espèces de martes dont le pékan, le castors, le Renard gris, le renard roux, le grand polatouche, le grizzli, le loup gris et le cerf en abondance. Plusieurs espèces d'oiseaux dont l'aigle royal, le pygargue à tête blanche, le grand Pic, le Pigeon à queue barrée, plusieurs espèces de faucons dont l'autour des palombes, plusieurs espèces de grandes chouettes dont la chouette tachetée, en plus d'une importante variété d'autres espèces animales.
Un projet de réintroduction du wapiti de Roosevelt initié en 1985, dans la partie occidentale des monts Marble, près d'Elk Creek. Dans les années 2010 le nombre d'animaux réintroduits a augmenté ; ils sont essentiellement présents dans la partie septentrionale des monts Siskiyou et le long de la fourche sud de la rivière Salmon (Californie) (en).
Les nombreuses montagnes, les ruisseaux et les rivières forment l'un des principaux lieux de ponte pour plusieurs espèces de truites et de saumons. Entre le années 1970 et 2015, certains stocks de poissons ont chuté de façon spectaculaire, en particulier les stocks de saumons. Les rivières et les ruisseaux de l'écorégion sont l'habitat de neuf espèces indigènes de salmonidés. Les causes de l'épuisement sont principalement les barrages et les coupes à blanc sur les pentes escarpées de la région déversant de grandes quantités de limon dans les lits des cours d'eau qui nuisent à la frai du saumon qui doivent pondre leurs œufs dans des lits de gravier,. Les principales espèces de poissons sont le saumon royal, le saumon rouge, saumon argenté, la truite brune, l'omble de fontaine et la truite arc-en-ciel, le crapet, le crapet arlequin, le poisson-chat, l'achigan à grande bouche et l'achigan à petite bouche,,.

## Activités

### Loisirs

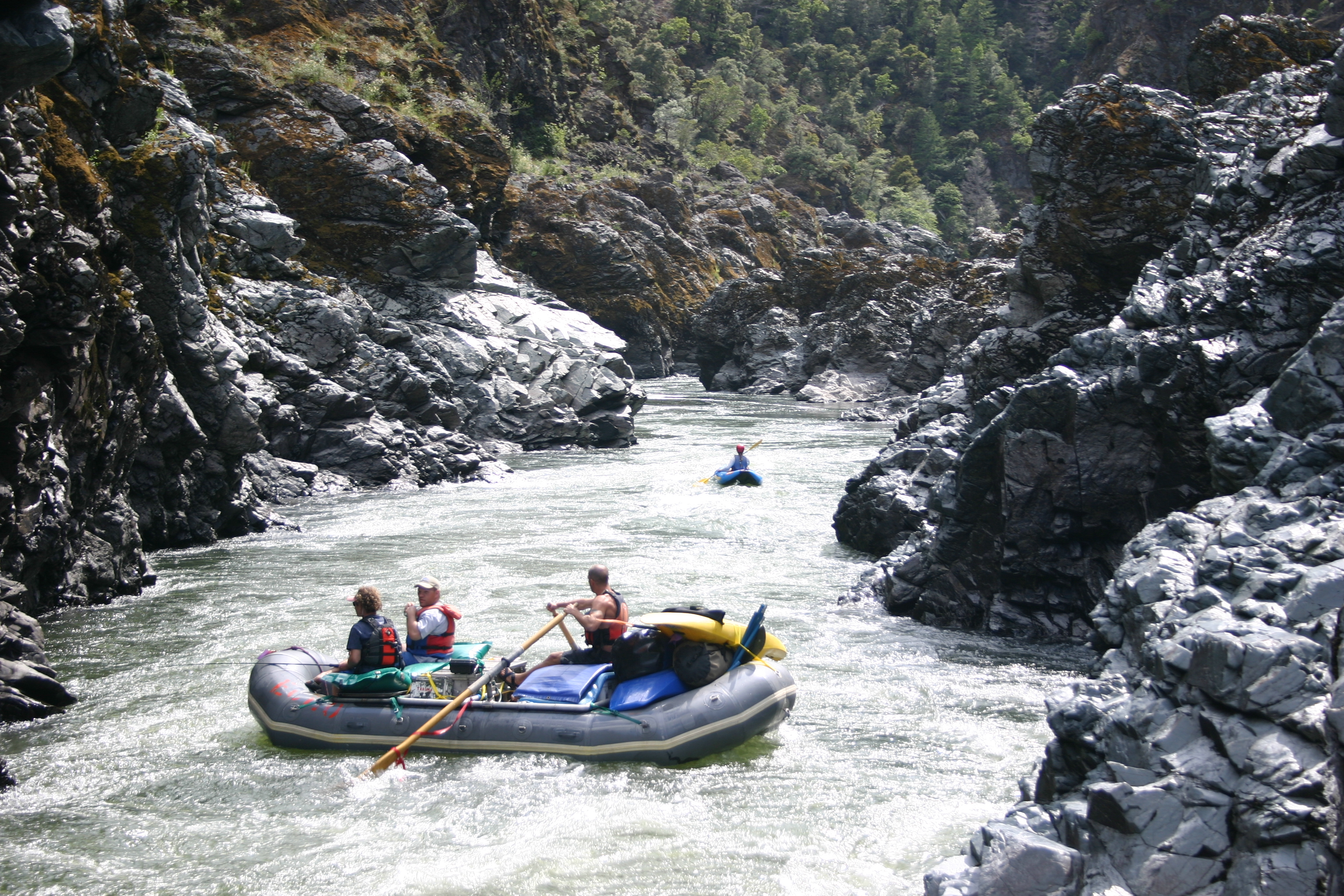
Rafting sur le Rogue au nord des monts Klamath dans le sud-ouest de l'Oregon

Il y a un vaste réseau de sentiers de randonnée, aires de loisirs et de Campings dans les Klamaths. Une section de 340 km du chemin des crêtes du Pacifique (PCT) traverse ses montagnes. Le sentier Bigfoot (en) long de 600 km traverse les monts Klamath de Crescent City jusqu'à la réserve intégrale Yolla Bolly–Middle Eel.

### Protection environnementale
Une grande partie des monts Klamath est gérée par le Service des forêts des États-Unis. Plusieurs forêts nationales se situent dans la région des monts Klamath, y compris la forêt nationale de Shasta-Trinity, forêt nationale de Rogue River-Siskiyou, forêt nationale de Klamath, forêt nationale de Six Rivers, et de la forêt nationale de Mendocino,.
Les monts Klamath contiennent onze zones de nature sauvage de l'Oregon et de la Californie, :
- Réserve intégrale Chanchelulla (en)
- Réserve intégrale Kalmiopsis
- Réserve intégrale mont Lassic
- Réserve intégrale mont Marble (en)
- Réserve intégrale mont Soda (en)
- Réserve intégrale North Fork (en)
- Réserve intégrale Red Buttes (en)
- Réserve intégrale Russian (en)
- Réserve intégrale Siskiyou (en)
- Réserve intégrale Trinity Alps (en)
- Réserve intégrale Yolla Bolly–Middle Eel (en)